# Zabda
Zabda, de son vrai nom Zongo Sibiri Ablassé, est un auteur-compositeur et interprète de musique tradi-moderne. Né le 1er janvier 1982 dans la province du Kadiogo, dans le village de Kari à Tanghin Dassouri.

## Biographie
Issu d’une famille d’artistes, Zabda est originaire du village de Kari, situé à 25 km de Ouagadougou, dans la commune de Tanghin Dassouri. Son nom de scène vient de l’expression en mooré «Sid zabda yoba», donné son grand-père, et signifie «La vérité fait mal à l’enfant, à l’ignorant». Il passe toute son enfance et effectue ses études primaires à Kari avant de venir à Ouagadougou pour continuer son parcours. Cependant, les études n’ont pas abouti. Il est bercé dès l’enfance par les mélodies inspirées par les terres de son village natale, Kari. L’artiste côtoie très tôt le chant au quotidien et, dans les musiques traditionnelles, il apprend à jouer des instruments dont le kundé et le wamdé qui rythment les réjouissances en pays Moaga. Il débute en tant que rappeur avec la création d’un premier groupe du nom de «Dada» avec en son sein David le Combattant et feu Dramane dans le quartier Tampouy. Disloqué, il forme «Système 7», un autre groupe de rap avec un ami nommé Aboubacar. Ils participent ensemble à des compétitions comme Craven A Flowz avec Gérard Koala et le groupe s’est dissout. En 2012, Zabda se lance dans une carrière solo en passant de son pseudonyme Big Lass à Zabda. Il fait appeler sa musique «la musique du Moogho». L’afrobeat l’a énormément influencé, notamment à travers un artiste comme Fela Kuti. Ali Farka Touré et Toumani Diabaté pour leur maîtrise de la kora. Au Burkina Faso, par des artistes tels que Georges Ouédraogo, Jean Claude Bamogo, et Zougnazagamda, qui contribuent à enrichir son univers musical.

## Carrière
À partir de 2010, il se forme en musique,théâtre et danse notamment, sous la direction d’Aristide Tarnagda (Burkina Faso), Isabelle Pouce (Belgique), Seydou Boro (Burkina Faso), Moïse Touré (France), avec lesquels il entretient une relation de compagnonnage. En 2014, il sort son premier single, Zelemdé, accompagné d’un clip réalisé par Yves Edgard, qui rencontre un certain succès.
En 2018, il fonde le Moogho Band Orchestra (MBO), un groupe composé de quatre musiciens dont David Zamba à la batterie, Kader Compaoré à la guitare solo, Aristide au roudga et au saxophone, Amoss Paré à la guitare basse, tandis qu’il joue de la calebasse, du kundé et assure le chant. Ce groupe devient central dans son parcours musical.
En 2020, il obtient une bourse de l’Institut français, qui lui permet de participer à une résidence de création en Europe. À son retour à Ouagadougou, il organise une résidence avec le Moogho Band Orchestra, qui aboutit à l’enregistrement de l’album Nissala. Cet album, initialement prévu avec 15 titres, en retient finalement 12. Sa sortie, le 21 juin 2021 à l’Institut français de Ouagadougou, s'accompagne d’un concert d’une durée de 1h45, de musique, danse et projections vidéo mettant en lumière des figures telles qu'Amadou Hampâté Bâ et Joseph Ki-Zerbo.
En 2022, il collabore avec le collectif français Barbarins Fourchus, créant un projet de musique électronique et musique traditionnelle burkinabè. Cette fusion donne lieu à un concert au CENESA le 22 mars 2023. En parallèle, il participe à une résidence et à une tournée en France dans le cadre du projet Sek Taaba Land. Il s'investit également dans un projet théâtral intitulé Le Silence des Hommes, en collaboration avec BÉTO du Niger. Cette pièce est présentée au Luxembourg lors du festival Vue d’Harmattan, avec une reprise programmée pour octobre.

## Distinctions
En 2020 - 2021, il est lauréat du programme Visa pour la création, dispositif de l'Institut Français, pour une résidence de recherche et de création pour son premier album Niissaala.